# Кристиан Лудвиг I (Мекленбург)
Кристиан Лудвиг I фон Мекленбург (на немски: Christian Ludwig I von Mecklenburg; * 1 декември 1623, Шверин; † 21 юни 1692, Хага) е управляващ херцог на Мекленбург в частта Мекленбург-Шверин (1658 – 1692).

## Живот
Той е най-големият син на херцог Адолф Фридрих I (1588 – 1658) и първата му съпруга графиня Анна Мария (1601 – 1634) от Източна Фризия, дъщеря на граф Ено III от Източна Фризия (1563 – 1625) и на Анна фон Холщайн-Готорп (1575 – 1625). На 15 септември 1635 г. баща му се жени втори път за херцогиня Мария Катарина фон Брауншвайг-Даненберг (1616 – 1665).
Още като дете, заради опасността от война, Кристиан Лудвиг, брат му Карл и сестра му Анна Мария са отведени в Швеция.
На 6 юли 1650 г. в Хамбург Кристиан Лудвиг I се жени за братовчедката си Кристина Маргарета фон Мекленбург-Гюстров (* 31 март 1615; † 6 август 1666), вдовица на херцог Франц Албрехт фон Саксония-Лауенбург (1598 – 1642), дъщеря на херцог Йохан Албрехт II фон Мекленбург (1590 – 1636) и Маргарета Елизабет фон Мекленбург (1584 – 1616). Бракът е бездетен.
След смъртта на баща му през 1658 г. Кристиан Лудвиг става херцог в частта Мекленбург-Шверин. През 1662 г. той заминава за Париж, където става католик и през 1663 г. приема името Луи в чест на френския крал.
Още през 1660 г. съпругата му Кристина Маргарета го напуска и те се развеждат през 1663 г. На 2 ноември 1663 г. в Париж Кристиан Лудвиг се жени втори път за Изабел Анжелик дьо Монморанси (* 8 март 1627, Париж; † 24 януари 1695, Париж), херцогиня Дьо Колини, вдовица на Гаспард IV дьо Колини, 1 херцог Дьо Шатийон (1620 – 1649). Този брак също е бездетен.
Кристиан Лудвиг I умира 21 юни 1692 г. на 68 години в Хага, Нидерландия, и е погребан в Доберан. Наследен е от племенника си Фридрих Вилхелм I.